# 松伯美術館
松伯美術館（しょうはくびじゅつかん）は、奈良県奈良市にある奈良県の登録博物館で1994年3月開館。運営は、公益財団法人松伯美術館。

## 概要
日本画家の上村松篁・上村淳之から寄贈された作品をコレクションの基礎にして、近畿日本鉄道（近鉄、法人としては現在の近鉄グループホールディングス）が中心となって設立した美術館である。上村松園、松篁・淳之の作品などの収集・保管・展示を目的としている。初代館長は淳之が開館時から2024年11月に死去するまで務め、2025年7月7日に父（水野深草）の代から上村家と交流があり自身も淳之に師事した日本画家の水野收が2代目館長に就任した。
美術館は近鉄の名誉会長であった、佐伯勇の邸宅（村野藤吾設計）敷地に建設された。

## 主な収蔵品
- 上村松園 -「花がたみ」、「花見」、「娘」、「鼓の音」、「人形つかい」
- 上村松篁 -「春園鳥語」、「万葉の春」、「水温む」、「若い鷹」、「五月」、「樹蔭」、「丹頂」、「芥子」
- 上村淳之 -「鳩舎」、「晴れ間」、「月に」、「夕日に」、「四季花鳥図」

## 所在地
- 〒631-0004 奈良県奈良市登美ヶ丘二丁目1番4号

## 交通アクセス
- 近鉄奈良線 学園前駅からバス「大渕橋（松伯美術館前）」下車[4]

## 周辺情報
- 大和文華館
- 中野美術館